# Patricia Bernet
Patricia Bernet (* 1971) ist eine Schweizer Politikerin (Sozialdemokratische Partei). Seit 2023 ist sie Mitglied des Zürcher Kantonsrats.

## Leben
Patricia Bernet ist Biologin und war Geschäftsführerin der Greifensee-Stiftung. Sie war von 2002 bis 2007 Gemeinderätin in Uster und dort Mitglied der Kommission Planung und Bau. Von 2011 bis 2014 war sie Mitglied des Verwaltungsrats der Energie Uster AG.
Seit 2014 ist sie Stadträtin der Stadt Uster. Sie ist Abteilungsvorsteherin Bildung und Präsidentin der Primarschulpflege. 2023 wurde sie in den Zürcher Kantonsrat gewählt. Seit 2020 ist sie im Vorstand der Städteinitiative Bildung und seit 2022 im Vorstand des Verbandes Zürcher Schulpräsidien. Sie ist seit 2019 im Vorstand der Squash Arena Uster.